# Francisco Laso Palomino
Francisco Laso Palomino (segle xvii, Villalumbroso -segle xviii) militar espanyol al servei de Felip V durant la Guerra de Successió Espanyola. Fill de Juan Palomino Rivero i de María Laso Correas, era cavaller de l'Orde de Santiago (1705). Fou nomenat coronel del regiment d'infanteria León, que durant la guerra dels catalans (1713-1714) es rendí presoner a les tropes del coronel Joan Vilar i Ferrer després del combat de Balsareny.